# Азаматов, Марат Мустафеевич
Марат Мустафеевич Азаматов (баш. Марат Мустафа улы Азаматов; 16 ноября 1941, Чекмагуш, Башкирская АССР — 4 апреля 2002, Уфа) — советский хоккейный тренер. Заслуженный тренер РСФСР (1978) по хоккею с шайбой, организатор и первый директор хоккейной школы «Салават Юлаев».

## Биография
Родился 16 ноября 1941 года в селе Чекмагуш Чекмагушевского района Башкирской АССР. Воспитанник ДСО «Локомотив» (1953—1960). В 1961—1963 гг. выступал за команду спортивного клуба имени Салавата Юлаева. В 1963—1965 гг. играл за команду СКА в городе Куйбышеве.
В 1969—1975 гг. являлся директором СДЮШОР «Салават Юлаев».
В 1972 году окончил Ленинградский институт физической культуры имени П. Ф. Лесгафта.
В 1979—1983 годах тренер клуба «Салават Юлаев». Под его руководством команда дважды вышла в высшую лигу СССР. В 1983—1992 годах работал тренером в СДЮШОР «Салават Юлаев». В 1983—1995 годах тренер юношеских сборных команд СССР, СНГ и России. В 1990—1991 годах вновь возглавлял тренерский штаб «Салавата Юлаева». С 1993 года главный тренер клуба «Локомотив» города Уфы. С 1997 года директор детско-юношеской спортивной школы № 3 города Уфы.

## Достижения
Среди воспитанников Азаматова свыше 35 мастеров спорта СССР и России. Команда СДЮШОР «Салават Юлаев» под руководством Азаматова дважды стала чемпионом СССР среди юношей (1973, 1984) и серебряным призёром первенства СССР среди молодёжи (1975).
Юношеская сборная СССР по хоккею под руководством Азаматова стала чемпионом Европы (1984) и серебряным призёром чемпионата Европы (1991). Также она несколько раз выигрывала международные турниры в ФРГ (1983), Швейцарии (1983), Финляндии (1984, 1987, 1990) и СССР (1987, 1990).
Под руководством Азаматова юношеская команда России стала победителем международных турниров в Канаде (1993) и Твери (1993).

## Награды и звания
- Медаль ордена «За заслуги перед Отечеством» II степени (1996)[1];
- Заслуженный тренер РСФСР (1978) по хоккею с шайбой;
- Заслуженный работник культуры Башкирской АССР (1978);
- Отличник народного образования Республики Башкортостан (1994).

## Память
- В Уфе на доме, где жил Марат Азаматов, установлена мемориальная доска.
- Именем Азаматова названа ДЮСШ № 3 г. Уфы.
- Поднят именной стяг под своды Уфа-арены